# أنجيلا موراي جيبسون
أنجيلا موراي جيبسون (بالإنجليزية: Angela Murray Gibson)‏ هي مخرجة أمريكية، ولدت في 29 يونيو 1878، وتوفيت في 22 أكتوبر 1953.

## وصلات خارجية
- أنجيلا موراي جيبسون على موقع IMDb (الإنجليزية)
- أنجيلا موراي جيبسون على موقع قاعدة بيانات الفيلم (الإنجليزية)